# Jean Delire
Jean Delire (* 24. März 1930 in Châtelet; † 1. April 2000 in Brüssel) war ein belgischer Filmregisseur.
Delire wurde als Regisseur von Kurz- und Dokumentarfilmen bekannt. Besondere Aufmerksamkeit fand sein Film über den Bluesmusiker Big Bill Broonzy, Big Bill Blues (1956), der bei der Berlinale 1957 mit einem Silbernen Bären ausgezeichnet wurde. Für Chalet I (1968) erhielt er eine Antenne de Cristal, ebenso für Plus jamais seuls (1969). Seine letzten beiden Filme Furor Teutonicus (1999) und Irkutz 88 (2000) drehte er als Assistent des Regisseurs Jean-Jacques Rousseau.

## Filmographie
- Lettre de New-York, 1986
- Europe-story, 1983
- Plus jamais seuls, 1969
- Befreit, 1969
- La princesse vous demande, 1968
- Trois étranges histoires, 1968
- Une certaine Belgique, 1968
- Les contes fantastiques, 1966–67 (2 Episoden)
- Sax-O-Phone, 1966
- L'homme à battre, 1962
- Jazz Session, 1958
- Big Bill Blues, 1956
- L'usine abandonnée, 1955
- L'etonnante évolution d'une ville, 1954
- La vallée de l'Ourthe, 1953
- Un pays noir, 1953
- La boîte à surprise, 1951
- La grille ne s'ouvre jamais seule, 1949